# كريستوفر روبرت
كريستوفر روبرت (بالإنجليزية: Christopher Rheinlander Robert)‏ هو شخصية أعمال أمريكي، ولد في 23 مارس 1802 في نيويورك في الولايات المتحدة، وتوفي في 28 أكتوبر 1878.